# トッレ・デル・グレーコ
トッレ・デル・グレーコ（イタリア語: Torre del Greco）は、イタリア共和国カンパニア州ナポリ県にある、人口約8万5000人の基礎自治体（コムーネ）。ナポリ、ジュリアーノ・イン・カンパーニアに次ぎ、県内第三位のコムーネ人口を持つ。
サンゴ細工やカメオなどの装飾品の生産で知られている。

## 地理

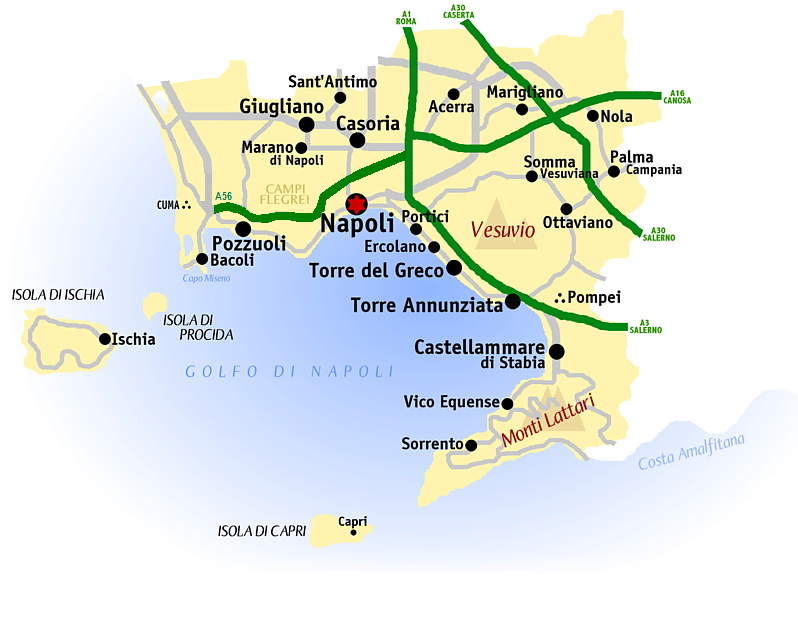
ナポリ県概略図

| ヴェスヴィオ火山の南西麓に位置するコムーネ。州都・県都ナポリから南東へ約11km、ポンペイから北西へ約12km、サレルノから西北西へ約36kmの距離にある。 |

## 行政

### 分離集落
トッレ・デル・グレーコには、以下の分離集落（フラツィオーネ）がある。
- Sant'Antonio, Camaldoli della Torre, Lava Nuova, Leopardi, Santa Maria la Bruna, Litoranea, Giù la Scala, Santa Teresa

## 姉妹都市
- モンテサルキオ、イタリア